# Organizzazione internazionale di costruttori di veicoli a motore
L'Organizzazione internazionale di costruttori di veicoli a motore, detta anche OICA (Organisation Internationale des Constructeurs d'Automobiles), è una federazione di costruttori di automobili, con sede a Parigi. Coordina la comunicazione tra produttori, nonché una serie di manifestazioni internazionali di auto.

## Manifestazioni automobilistiche riconosciute dall'OICA
- Salone dell'automobile di Detroit, Detroit (Gennaio)
- Salone dell'automobile di Chicago, Chicago (Febbraio)
- AutoRAI, Amsterdam (Febbraio)
- Salone dell'automobile di Ginevra, Ginevra (Marzo)
- Barcelona Motor Show, Barcellona (Maggio)
- Salone dell'automobile britannico, Londra (Maggio)
- Salone dell'automobile di Francoforte, Francoforte sul Meno (Settembre)
- Salone dell'automobile di Parigi, Parigi (Ottobre)
- Salone dell'automobile di Tokyo, Tokyo (Novembre)
- Salone dell'automobile di Los Angeles, Los Angeles (Novembre)
- Motor Show, Bologna (Dicembre)